# Сяжево
Сяжево (пол. Siarzewo) — село в Польщі, у гміні Рацьонжек Александровського повіту Куявсько-Поморського воєводства.
Населення — 225 осіб (2011).
У 1975-1998 роках село належало до Влоцлавського воєводства.

## Демографія
Демографічна структура станом на 31 березня 2011 року:
|          | Загалом | Допрацездатний вік | Працездатний вік | Постпрацездатний вік |
| -------- | ------- | ------------------ | ---------------- | -------------------- |
| Чоловіки | 106     | 20                 | 73               | 13                   |
| Жінки    | 119     | 21                 | 79               | 19                   |
| Разом    | 225     | 41                 | 152              | 32                   |